# 過埠新娘 (電視劇)
《過埠新娘》（英語：Girl With a Suitcase）是香港電視廣播有限公司拍攝製作的時裝劇集，全劇共5集，由甘國亮擔任監製，此劇亦是短篇劇集。

## 演員表
- 鄭裕玲 飾 易芳蓉(澳門少女)
- 甘國亮 飾 滕沙(裁縫師，但年輕已經失婚)
- 林子祥 飾 朱添盞(香港人)
- 陳百祥 飾 龐剛焰(房東的兒子)
- 梁小玲 飾 丁玲玲(朱添盞的女朋友)
- 鄭孟霞 飾 黎姨

## 劇情
早在本劇開始之前，易芳蓉已跟朱添盞訂婚。易芳蓉一直希望朱添盞事業有成之後，兩人便可結婚。
奈何，澳門與香港隔了一個伶仃洋，朱添盞卻在香港另結新歡，由於當時通訊不發達，交通也不像今日的方便，易芳蓉就一直被蒙在鼓裏。
直到有一天，易芳蓉突然到香港會晤男友，卻遇上男友的新歡。她雖然很傷心，卻留在朱添盞家中居住，以觀察其男友朱添盞表現。
同時，房東的兒子龐剛焰亦從外地歸來，卻與其父之租客滕沙頻起衝突，龐即欲趕滕遷離，結果鬧出連場笑話。
另外，滕沙亦因蓉常幫助照顧其兒子，而對蓉生愛意。但龐剛焰漸對蓉起愛慕之情，一段三男一女，而又糾纏不清的關係最後又如何解決？